# Bolívar (Esmeraldas)
Bolívar ist eine Ortschaft und eine Parroquia rural („ländliches Kirchspiel“) im Kanton Muisne der ecuadorianischen Provinz Esmeraldas. Die Parroquia besitzt eine Fläche von 44,47 km². Die Einwohnerzahl lag im Jahr 2010 bei 1039.

## Lage
Der Ort Bolívar liegt an der Pazifikküste 18 km südlich vom Kantonshauptort Muisne auf der Isla Zapotal. Im Norden befindet sich der Sandstrand "Playa de Portete". Die der Küste vorgelagerte Insel Isla Júpiter gehört ebenfalls zur Parroquia.
Die Parroquia Bolívar grenzt im Norden an die Parroquias Muisne und San Gregorio sowie im Südosten und im Süden an die Parroquia Daule.